# Дьёдонне де Гозон
Дьёдонне́ де Гозо́н (фр. Dieudonné de Gozon; лат. Deodat de Gozon; умер 7 декабря 1353 года) — дворянин из Лангедока, 27-й Великий магистр ордена госпитальеров в 1346—1353 годах и третий магистр после перемещения ордена на Родос с Кипра. Одержал две победы над турками: на море у острова Имброс и на суше у города Керасунт. Дважды подавал в отставку с поста Великого магистра. Согласно легенде, убил дракона, терроризировавшего Родос в XIV веке. Легенда о Дьёдонне имеет характерные черты, отличающие её от других драконоборческих мифов: запрет Великого магистра на сражение, который Дьёдонне нарушил; использование собак; создание тренажёра — макета на шарнирах, на котором Дьёдонне этих собак натаскивал.

## Факты биографии

### Происхождение
Дьёдонне родился в древней дворянской семье Гозон из Лангедока, упоминаемой с 942 года. Из двух расположенных рядом друг с другом замков, принадлежавших семье, сохранился замок Мелак. Второй (замок Гозон, расположен в городке с названием Ле-Кост-Гозон) сейчас разрушен; часовня Нотр-Дам де Гозон сохранилась и восстановлена. Именно в этом замке жила семья Гозон. Целый ряд представителей семьи Гозон де Мелак были в разные годы рыцарями ордена госпитальеров. Все они принадлежали к языку (лангу) Прованс.
Ни биография на католическом сайте о святых и героях, ни жизнеописание у Бозио и других историографов не содержат сведений даже о годе рождения. Дьёдонне стал Великим магистром в 1346 году. Легенды о нём упоминают, что он был «молодым рыцарем» в то время, когда решил выйти на бой с драконом, что это было во время Элиона де Вильнёва, и что через четыре года после боя Дьёдонне стал Великим магистром. Это даёт 1342 год для датировки боя (если история базируется на каком-то реальном событии, то оно должно было произойти в 1342 году). Однако есть данные, которые не согласуются с легендой. Первое документальное упоминание о Дьёдонне относится к 1324 году. Сообщается, что он был в окружении Эллиона де Вильнёва, когда тот приехал в Авиньон. Ещё сообщается, что он сопровождал Вильнёва в 1332 году, когда тот вернулся на Родос (после приезда в 1328 году). В 1353 году он был в «преклонном возрасте».

### Великий магистр
В конце июня 1346 года был избран Великим магистром ордена госпитальеров. Верто рассказывает, что во время выборов Гозон встал со своего места в совете и, захватив аудиторию врасплох, выдвинул себя как наиболее подходящего человека для этой должности. Портер считает эту историю «подлым вымыслом». Среди документов, обнаруженных в архивах Ватикана, было найдено поздравительное письмо, адресованное Дьёдонне де Гозону от Климента VI, датированное июлем 1346 года, из которого видно, что его выбрали, несмотря на его большое нежелание принять этот пост. Кроме того, сохранившимися документами подтверждено, что он дважды подавал в отставку за 7 лет своего управления орденом.
Под руководством Гозона ордену удалось одержать несколько побед. В мае 1347 года у островов Лемнос и Имброс орден под руководством Дьёдонне разбил турецкий флот (соединённый айдынский и саруханский флот) и захватил сто двадцать их маленьких судов. В 1348 году при помощи генуэзцев Орден отвоевал город Керасунт у Трапезундского царства. В 1348—1349 годах Орден в союзе с королём Киликийской Армении Костандином IV одержал победу над войсками эмира Алеппо. Летом 1350 года для продолжения борьбы с турками возобновил союз ордена с Кипром, Венецией. Помимо сражений Дьёдонне много занимался укреплениями Родоса.
Во время своего пребывания в должности Гозону пришлось столкнуться с тем, что приоры отдалённых подразделений ордена не подчинялись Великому магистру. Сохранился циркуляр, в котором он обращается к приорам Дании, Норвегии и Швеции, упрекая их в том, что они не переслали никаких отзывов с тех пор, как покинули Акко. Война между генуэзцами и венецианцами (1350—1355) создала новую трудность, с которой пришлось бороться Гозону. Орден имел в своих рядах рыцарей, происходивших из обоих городов, которые, естественно, сочувствовали своим соотечественникам и нередко оказывались среди воюющих сторон с обеих сторон. Поэтому папа призвал Гозона положить этому конец. Дьёдонне же в ответе утверждает, что Орден никогда не вставал на сторону какой-либо европейской державы, но невозможно помешать отдельным рыцарям. Этот ответ мало удовлетворил понтифика. И это был не единственный инцидент, который помешал спокойному правлению Гозона. Офицеры ордена, управлявшие подразделениями ордена в Европе, игнорировали приказы Великого магистра, оказавшись защищёнными и поддерживаемыми в их непослушании монархами. Не в силах справиться с ситуацией, Гозон дважды обращался к папе с просьбой разрешить ему уйти в отставку.
В первый раз он был переубеждён папой после многих уговоров остаться на посту, но по второму заявлению его просьба была удовлетворена. Однако он не успел уйти в отставку, потому что умер до того, как подтверждение отставки пришло из Рима.
Умер в конце 1353 года от апоплексического удара.

## Легенда

### Содержание мальтийской легенды
В пещере у подножия горы св. Стефана на Родосе жил (неясно, как долго) дракон. Паломники, шедшие мимо церкви Св. Стефана к церкви Филеримос, часто пропадали. Один за другим рыцари выходили на схватку со страшным чудовищем, однако всех их ждала смерть. После того, как погибли несколько рыцарей, пытавшихся убить дракона, Великий магистр ордена запретил подчинённым ему рыцарям сражаться с ним. Но молодой рыцарь Дьёдонне, известный своей отвагой, не подчинился. Он решил использовать военную хитрость. Он возвратился к себе на родину, в Тараскон, где долгое время оттачивал навыки боя с драконом на специально изготовленной деревянной модели на шарнирах и тренировал собак, а затем вернулся на Родос. Дьёдонне провёл ночь в церкви Св. Стефана в молитвах, а утром вышел на бой с драконом в сопровождении гончих псов. Когда собаки яростно напали на чудовище, Дьёдонне, воспользовавшись тем, что внимание дракона было отвлечено, поразил чудовище, избавив от него местное население. Великий магистр сначала хотел наказать ослушника, но потом простил. Голова чудища была выставлена на крепостной стене, а через четыре года Дьёдонне был избран Великим магистром.

### Легенда в хрониках
Датировка событий привязывается к 1346 году, когда Дьёдонне стал Великим магистром. Тем самым «бой с драконом» должен быть отнесён примерно к 1342 году.
Свидетельств, подтверждающих историю Дьёдонне де Гозона, современных ему (или близких к современным), нет, поэтому трудно понять, есть ли в легенде хоть какая-нибудь историческая основа или же всё от начала и до конца— вымысел, призванный возвеличить очередного магистра ордена.

Впервые история зафиксирована в 1521 году и рассказана пилигримом, посетившим Родос по пути в Святую Землю. В это время Родос ещё принадлежал госпитальерам. В ней говорится, что между городом Родос и замком Филеремо была церковь Богоматери, названная Малапассон. Такое название было обусловлено тем, что место было непроходимым для путников из-за змея (или «червя» — wurm). Анонимный французский рыцарь победил червя с помощью собак и стал впоследствии Великим магистром, третьим или четвёртым.
В напечатанном виде легенда уже с именем Дьёдонне встречается у официального историографа Мальтийского ордена Бозио, который позаимствовал его в манускрипте Historia de la sacra religión y milicia de San Juan Bautista de Jerusalén, en la que se contienen los hechos de los grandes maestros y religiosos, desde su principio y fundación hasta el año 1553 by Fra Jean Antoine Foxa (Giovanni Antonio Foxano). Более ранних изложений легенды неизвестно.

### Гипотезы
Учёные исследуют данную легенду на протяжении нескольких сотен лет; некоторые полагают, что за данной историей, особенно с учётом описанного в ней небольшого размера дракона, может стоять убийство какого-то реального существа, впоследствии превратившегося в народном фольклоре в дракона. Джозеф Делавил ле Рулькс тщательно изучил историю и предложил гипотезы. Одна заключалась в том, что настоящий крокодил каким-то образом пробрался на Родос, где его затравили специально обученные собаки Гозона. Другая: скала странной формы породила в воображении людей историю о драконе, убитом героическим рыцарем в старину, и этот рыцарь был впоследствии почему-то отождествлён с Дьёдонне.
Ф. У. Хаслюк же обращает внимание на поездку Гозона во Францию для обучения собак, по его словам, знаковую в истории. Он указывает, что в средневековой Франции были многочисленные представления-празднества, в которых был поставлен бой между вооружённым рыцарем и поддельным драконом. Он предполагает, что история могла прийти в Родос из Франции, и что Фокса, родственник Гозона, присочинил историю о своём знаменитом родственнике.

### Местность
Джозеф Делавил ле Рулькс считает, что какие-то реальные истоки у легенды есть, указывая на название местности в окрестности горы — «лес дракона». Хаслюк же утверждает, что это, вероятнее, отсылка к прозвищу предыдущего владельца «il Dracone» или к легенде, а не на реальную рептилию. Название «Малапассон (Малпассо)», упоминаемое путешественниками относительно местности или церкви (неизвестно, так называли часовню св. Георгия, церковь св. Стефана или Филеримос), приводится как доказательство истинности истории с драконом, хотя неизвестно, когда и почему возникло такое название. На карте Буондельмонти 1420 года и в его записях нет и упоминания о драконе и местности Малапассон; на карте 1576 года тоже.
Согласно легенде, пещерная часовня Св. Георгия у подножия горы Св. Стефана находится в месте проживания дракона. Фрески в ней сохранились, хотя и невозможно их точно датировать, поскольку они неоднократно записывались. Роспись содержит сюжеты, посвящённые битве с драконом. Есть некоторые характерные черты, позволяющие отличить этот сюжет от других на картинах и рисунках: в пещере находился источник; у Дьёдонне были две собаки, одна из которых была убита драконом; у Дьёдонне узнаваемый герб — красная полоса на белом фоне, идущая из левого верхнего в правый нижний угол. Помимо фресок в часовне, Ротьеру удалось увидеть и зарисовать более ранние фрески, ныне уничтоженные, в церкви Филеримос. Примечательно, что на них дракона побеждает совсем другой рыцарь ордена, если судить по его щиту, что хорошо видно на рисунках Ротьера, который их зарисовал.

### Голова дракона на воротах
Как и все другие осязаемые доказательства сражения Гозона с драконом, голова дракона на Родосе упоминается впервые много лет спустя после смерти героя, например, у Бозио; но он никогда не бывал на Родосе, поскольку в его время госпитальеры уже базировались на Мальте, будучи изгнанными с Родоса Сулейманом I. Так что Бозио просто пересказывает версию, прочитанную у Антуана Фоксы.

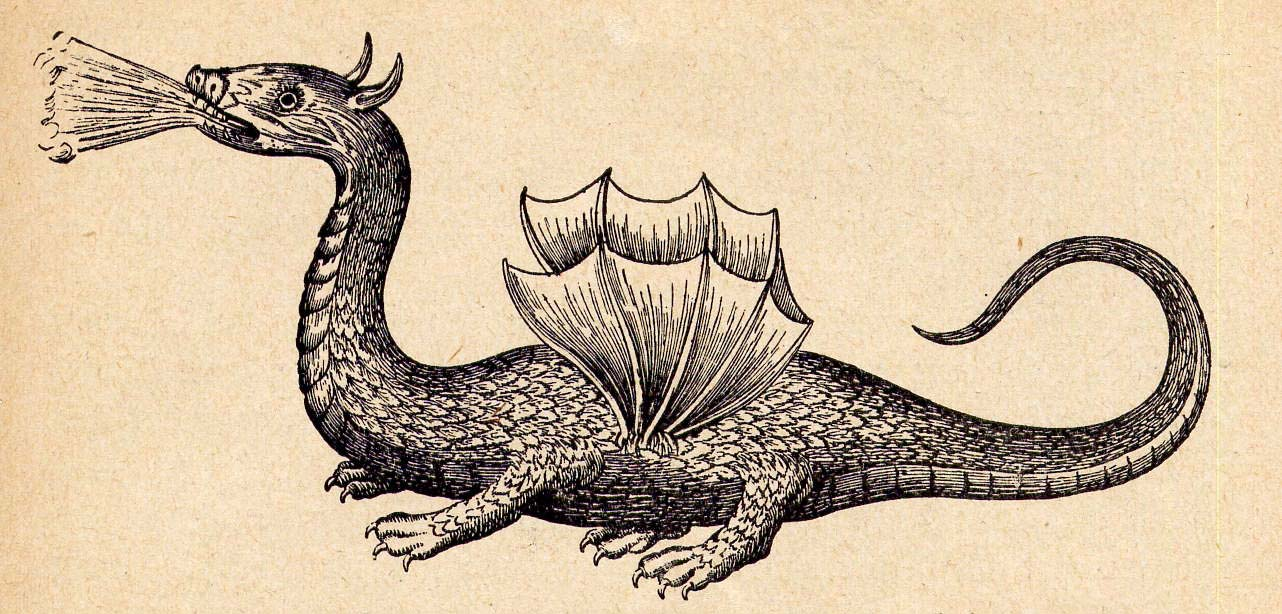
Рисунок Родосского дракона по описанию Бозио
из «Mundus Subterraneus»,
Афанасия Кирхера (1602—1680)

Голова некоего животного была замечена на воротах Родоса путешественником семнадцатого века Тевено, который считал, что она принадлежала дракону, убитому Гозоном. Тем не менее, нет никаких сведений о том, что это за голова и когда она там была повешена, поскольку, атрибутируя голову, Тевено тоже ссылается на Бозио: «Дракона, который был убит рыцарем Дьёдонне де Гозоном, как можно увидеть в „Истории рыцарей Святого Иоанна“». Тевено описывал её так: «вы входите в большие ворота, над которыми находится голова дракона, которая намного толще, шире и длиннее, чем голова лошади, челюсти его доходят до ушей, с очень большими зубами с каждой стороны; она плоская сверху, глаза несколько больше, чем у лошади, отверстия ноздрей круглые, и кожа серовато-белого цвета (возможно, потому, что к ней пристаёт пыль) и кажется очень тяжёлой».
По свидетельствам путешественников голова некоего существа находилась на воротах ещё в начале XIX века. Шуазёль-Гуфье, посетивший Родос в самом конце XVIII века, видел лишь нижнюю челюсть некоего существа: «Турки до сих пор сохраняют под одним из ворот Родоса челюсть так называемого дракона, убитого Дьёдонне де Гозоном. Мне показалось, что это акула». Хаслюк писал, что голова была видна на воротах до 1839 года. Чарльз Томас Ньютон посетил Родос в 1853 году. Головы на воротах уже не было, но ему сообщили, что она точно ещё была в 1829 году и исчезла немногим ранее 1837 года. По описанию «голова была плоская сверху, пятнистая, как голова змеи, а размером, как голова ягнёнка».
Тевено писал, что голова была первоначально выставлена на воротах, смотрящих в сторону горы св. Стефана (Амбуазские ворота), но, когда он её видел, она была на морских воротах (ворота св. Екатерины). Ньютон пишсал, что голова была на Амбуазских воротах, сооружённых в 1512 году. Другие путешественники сообщали, что видели голову на воротах св. Иоанна. Однако Ротьер, посетивший Родос в 1828 году, голову не упоминал. Он оставил рисунки ворот Родоса, на которых видно, что никакой головы животного на них нет.

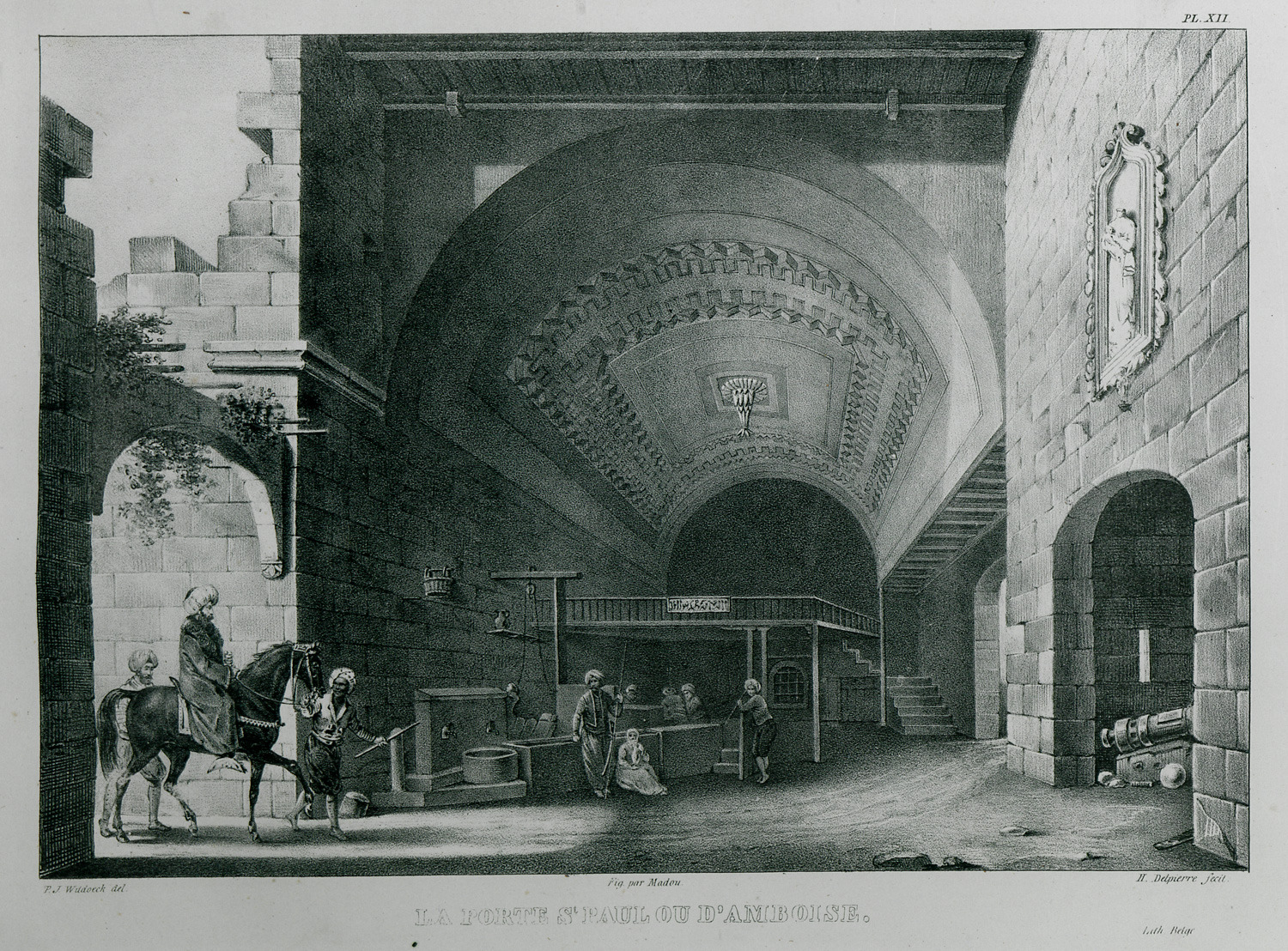
Амбуазские ворота Ротьер, PL. VIII
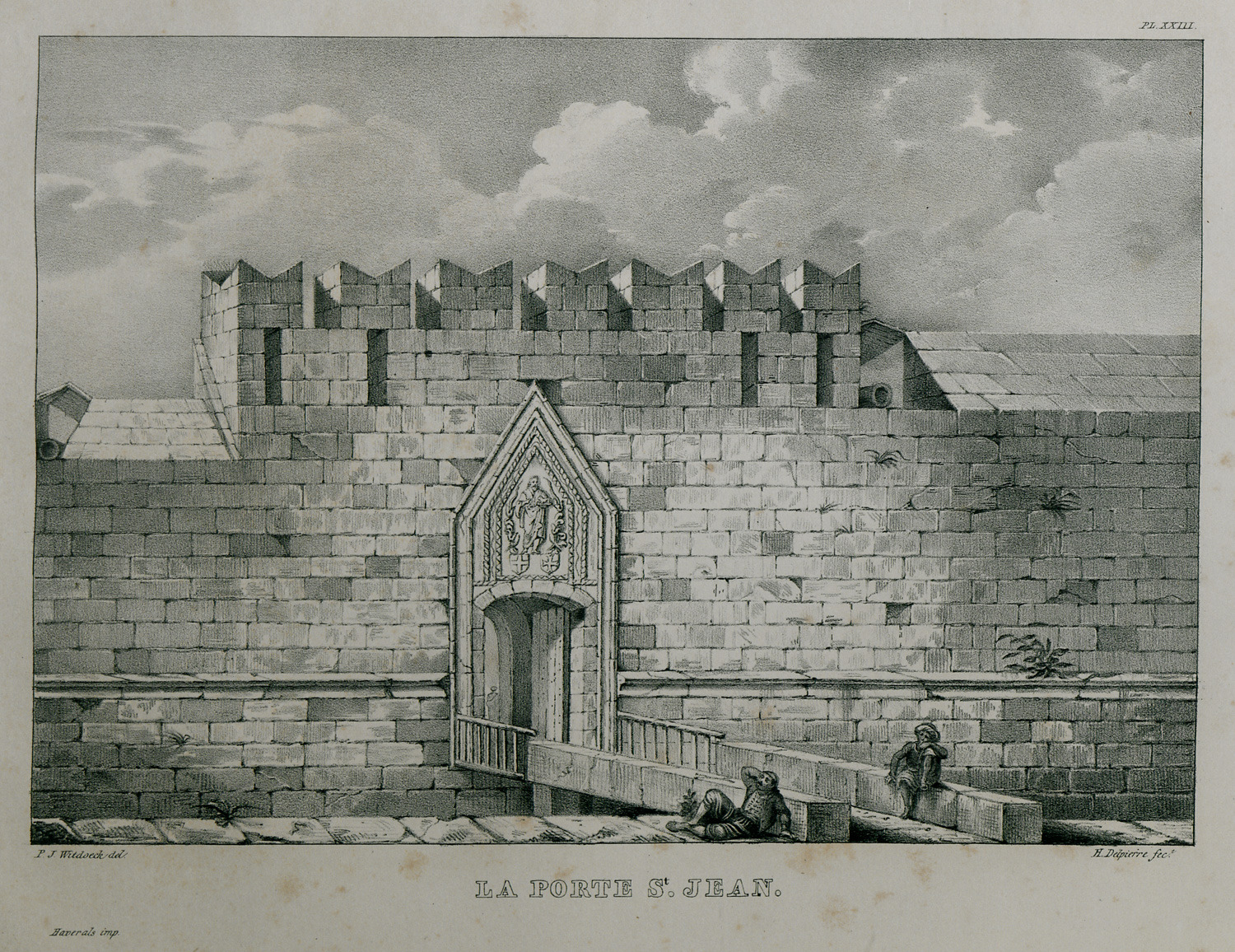
Ворота св. Иоанна Ротьер, PL. XXIII
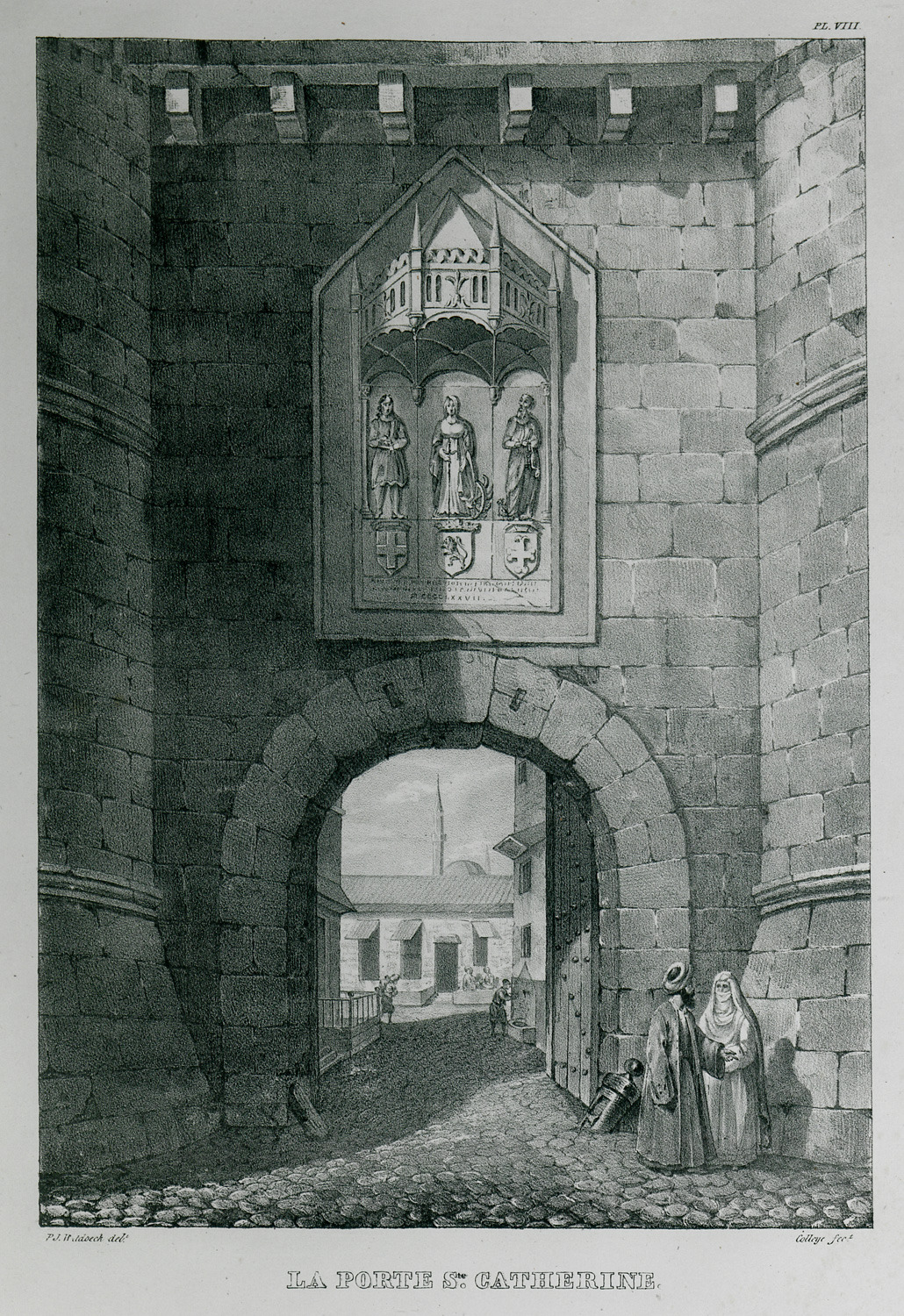
Ворота св. Екатерины Ротьер, PL. VI

### Безоар
В семье Гозонов на протяжении многих веков передавался камень (безоар), который Гозон якобы извлёк из головы (или из желудка) монстра. Называли его «Камень Великого магистра» (фр. Pierre du Grand-Maître). Как говорили, он защищал от змеиного яда. По описанию рыцарей ордена из семьи Гозона, с которыми говорил Бозио, камень был «размера маслины, переливался разными цветами, защищал от любого яда и обладал свойством кипятить воду, в которую он погружён». До тех пор, пока безоар оставался спрятан в архивах замка Гозон, никто не сомневался в его редких достоинствах, но когда он попал в руки Генриха IV, выяснилось, что у камня нет никакой силы, и больше о нём не говорили. О безоаре, как и о других деталях легенды, поведал Фокса.

## Возможные корни легенды
Сюжет с драконом или чудовищем, пожирающим людей, очень распространён, однако есть три, которые могли непосредственно повлиять на возникновение легенды о драконе и Дьёдонне:
- связанный с островом Родос;
- связанный с Лангедоком (родиной Дьёдонне, куда он ездил «натаскивать собак»);
- связанный с территорией ордена.

### Античные драконы Родоса

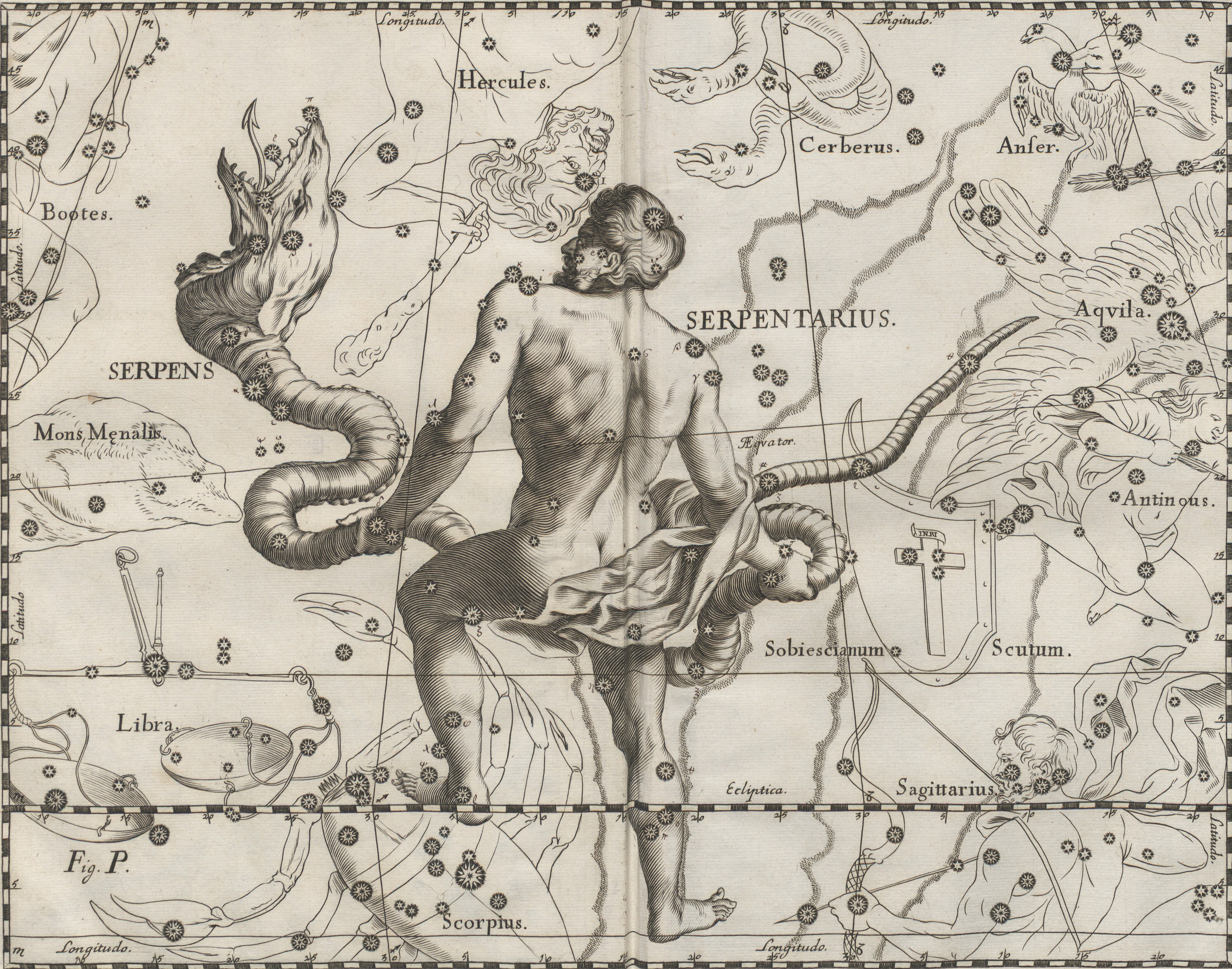
Лист P — Змея и Змееносец из Атласа звёздного неба Яна Гевелия.

Ещё в древности существовали мифы о сверхъестественных змеях или драконах на Родосе, схожие по сюжету с легендой о драконе и Дьёдонне. В «Исторической библиотеке» Диодор Сицилийский (ок. 90 — 30 гг. до н. э.) пишет о том, что «на родосской земле развелись змеи сверхъестественной величины, от которых погибло множество жителей». Жители острова обратились к Аполлону и услышали, что им надо пригласить к себе некоего Форбанта. Они послушались. «Форбант истребил змей и, избавив [тем самым] остров от страха, поселился на Родосе. Проявив себя достойным мужем и в других деяниях, он после смерти удостоился почестей как герой».
Трактат «Астрономия», приписываемый Гигину (64 год до н. э. — 17 год н. э.), содержит похожую легенду: «среди этого множества змей был необыкновенной величины дракон, который погубил многих тамошних жителей… Форбант… истребил всех змей, а также самого дракона. Аполлон поместил его [Форбанта] среди созвездий так, словно он убивает дракона, чтобы прославить и запечатлеть в памяти его деяние». Гигин указывает и источник: «Полизела Родосского», написавшего «Историю Родоса» на рубеже III—II веков до н. э.
Археологические данные демонстрируют, что на Родосе в микенский период на сосудах часто изображали змей.

### Дракон из Тараскона

Герб Тараскона

По легенде название города Тараскон произошло от имени чудовища Тараска.
В давно минувшие времена страшный дракон появился в окрестностях селения Нерлук. Он опустошал устье Роны и терроризировал население.
Иаков Ворагинский описывает в Золотой легенде его так: «…был огромный дракон, наполовину зверь, а наполовину рыба, больше чем бык, длиннее чем лошадь, имел зубы, острые как меч, и рога со всех сторон, голову как у льва, хвост как у змеи, и прикрывался двумя крыльями, по одному на бок…»
Не было людям никакого спасения, пока не появилась в городе Святая Марфа, после смерти Иисуса пришедшая в Прованс. Она окропила зверя святой водой, от чего он стал тих и кроток и даже перестал жевать человека, которого ел. Святая Марфа привела его, связанного поясом, в город, и жители забили зверя.
Поскольку этот сборник легенд и житий составлен около 1260 года, можно предположить, что Дьёдонне, происходивший из окрестностей Тараскона, был знаком с этой историей.
Торжества, узаконенные королём Рене Добрым в 1469 году, с протаскиванием чучела дракона, проходят в Тарасконе ежегодно. Существовал ли аналог этого шествия во времена Гозона, неизвестно.

### Дракон с острова Кос
На острове Кос, который был владением рыцарей так же, как и Родос, уже в 1420 существовала простая легенда о местном драконе и анонимном драконоборце. Она пересказана Буондельмонти в «Книге островов в архипелаге» (Liber insularum Archipelagi, 1422 год).

## Захоронение

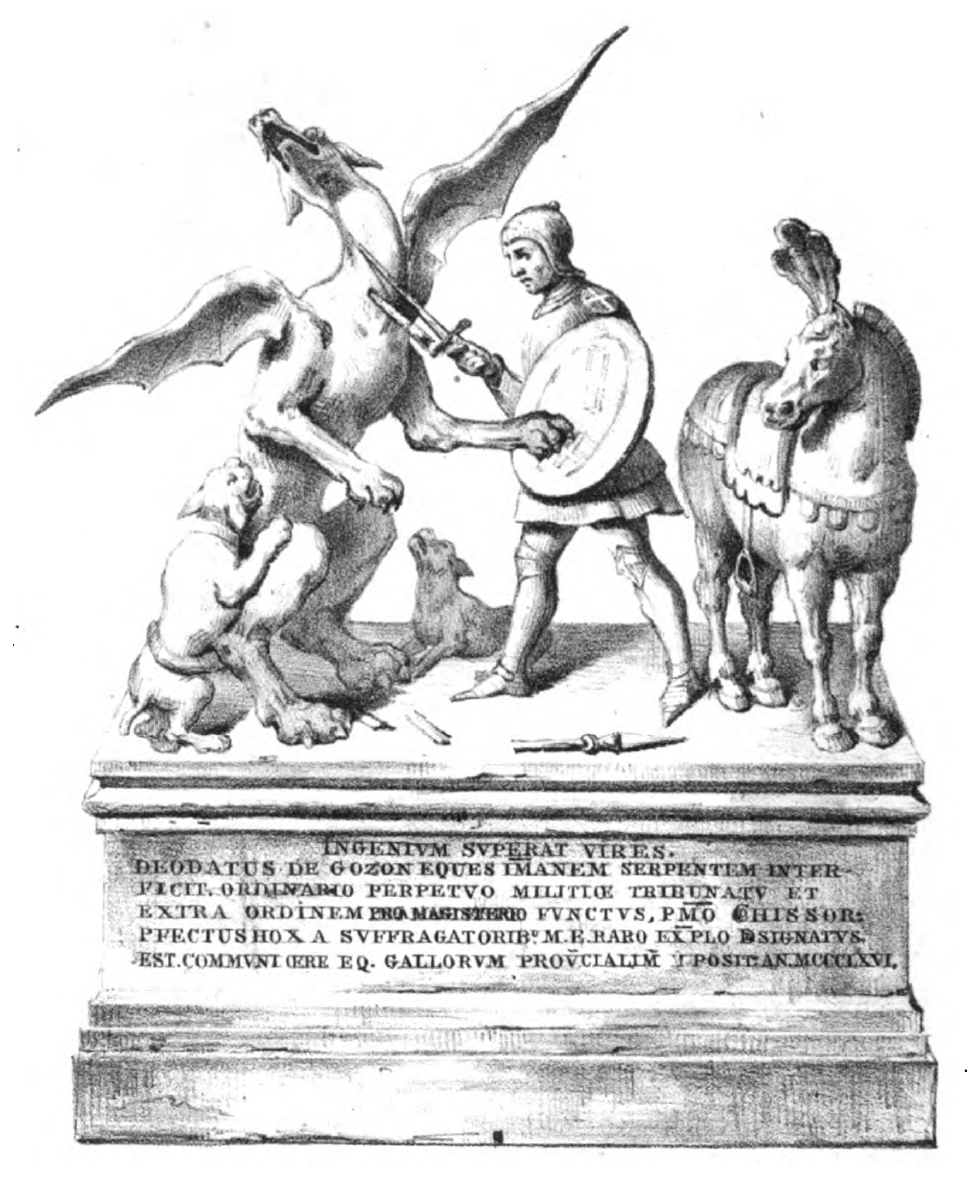
воображаемое надгробие
Дьёдонне де Гозона

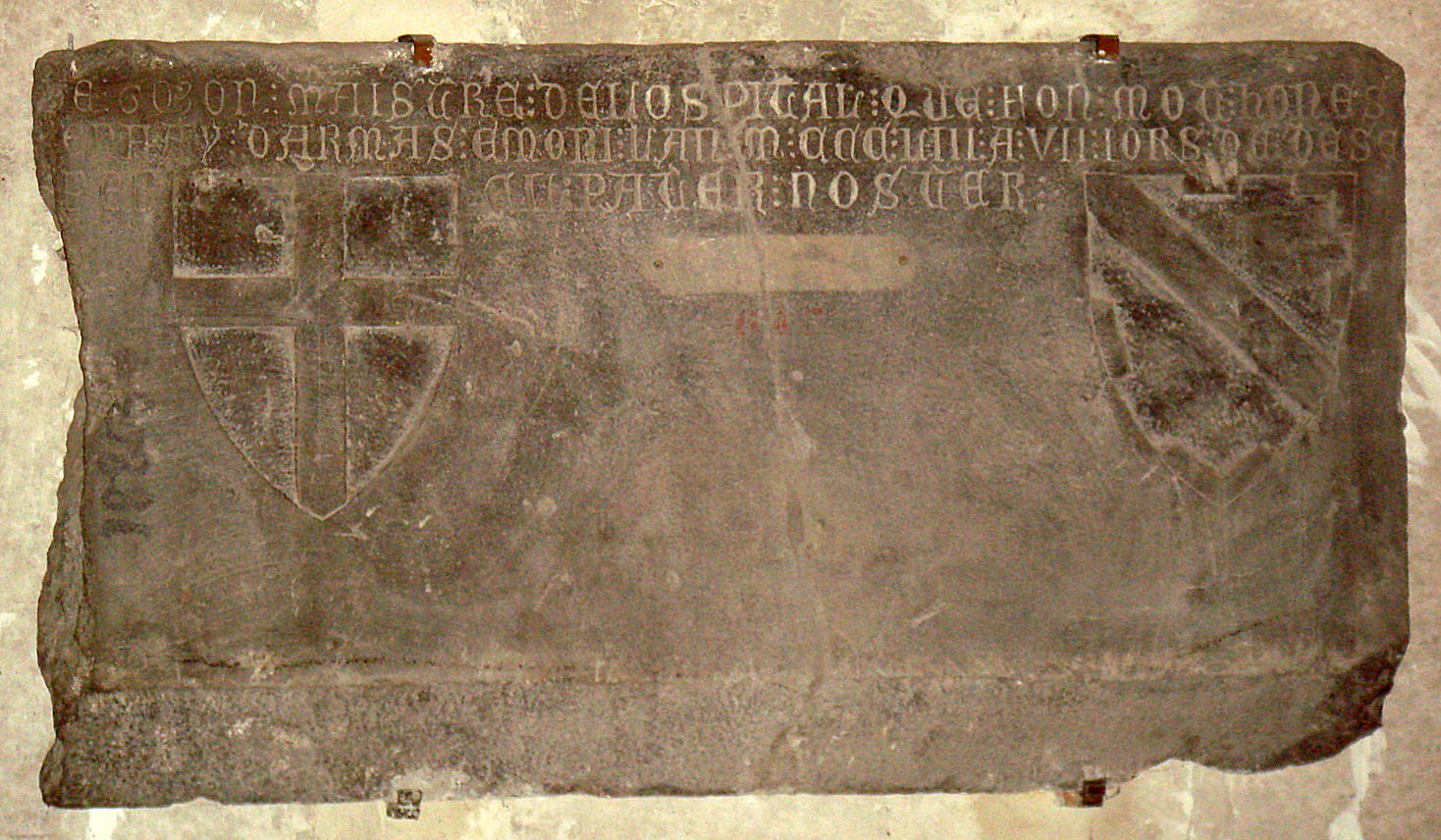
могильная плита
Дьёдонне де Гозона
Музей Клюни

Гозон был захоронен на Родосе. Практически все версии легенды говорят, что на могильной плите была выбита надпись, которая указывала, что под ней лежит победитель дракона: «Draconis Extinctor» (с лат. — «Гаситель (пламени) дракона»), «Here lies the VANQUISHER OF THE DRAGON» (с англ. — «Здесь покоится ПОБЕДИТЕЛЬ ДРАКОНА»), «Ci-gît le vainqueur du dragon» (с фр. — «Здесь покоится победитель дракона»). Однако это тоже только часть легенды.
Ротьер утверждал, что видел предполагаемое захоронение Дьёдонне де Гозона в бывшей церкви Св. Стефана (которая расположена рядом с местом предполагаемого обитания дракона за стенами города Родос), ему так сказал его проводник, цитируя манускрипт Элеутерио: «Они положили великого магистра в церкви Сент-Этьен». Согласно рассказу Ротьера и рисунку, находящемуся в альбоме (Pl. LII), надпись на обломке плиты не содержала ни имени Гозона, ни упоминания о драконе.
Однако вскоре после поездки Ротьера настоящее захоронение Гозона было обнаружено в церкви Св. Иоанна. После того, как в 1856 году она была разрушена взрывом динамита, оригинал саркофага Гозона был куплен при посредничестве итальянского вице-консула и вывезен с Родоса во Францию в конце 70-х годов XIX века вместе с надгробиями других магистров ордена. Сейчас они экспонируются в коллекции Музея Клюни. Надпись на плите Гозона содержит имя и дату смерти, и на ней нет никакого упоминания о драконе.

## В искусстве

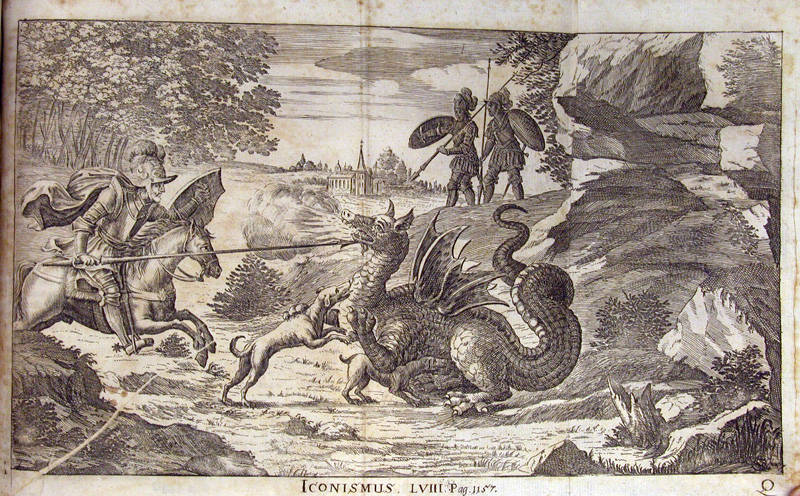
Каспар Шотт, Le combat de Dorde de Gozon contre le Dragon de Rhodes

- Поэма Фридриха Шиллера: Der Kampf mit dem Drachen (Сражение с драконом)[нем.].
- Вольный перевод поэмы Шиллера сделал Жуковcкий: «Сражение с драконом» (тексты Жуковского и Шиллера).
- Державин Г. Р. упоминает в оде Суворову А. В. «На переход Альпийских гор» (строфа 19).
- Аноним: Le Chevalier de Gozon, drame tragique.
- Фантастический рассказ Вацлава Кайдоша[чеш.] «Дракон».
- Литография Жана Адама: Le chevalier Dieudonne De Gozon combattant le dragon de Rhodes (выше в тексте).
- Литография: Dieudonné de Gozon, slaying the great serpent of Rhodes (later to be described as a crocodile), and hung the head on one of the seven gates of the medieval town of Rhodes., Lebrecht Music and Arts Photo Library.

## Комментарии
1. ↑  Рисунок 1827 года фрески с Родоса. Фреска находилась в жилом доме, в женской половине. Ротьеру её продемонстрировали и уверяли, что она «той эпохи»[18].
2. ↑  Другие названия — гора Сент-Этьена, гора Монте-Смит, холм Филеримос.
3. ↑  Паломники шли к иконе Богоматери Филеримос, приписываемой Св. Луке. Она была в 1309 году привезена госпитальерами на Родос и помещёна в древнюю базилику монастыря на горе Филеримос, откуда и получила своё название[19].
4. ↑  Насколько это возможно? Дьёдонне умер в 1353 году, через 11 лет после 1342 года, к моменту смерти он был в преклонном возрасте[8].
5. ↑  лат. male — плохо,  лат. pass — проходить.
6. ↑  Вероятно, легенда уже была привязана к Дьёдонне, бывшему третьим магистром на Родосе[22].
7. ↑  «Он был размером с обычную лошадь. У него была голова змеи с глазами размером и формой, как у мула, с большим ртом, вооружённым острыми зубами… У него были четыре лапы, как у крокодила… За его спиной поднимались два небольших крыла, его хвост был как у ящерицы…»[31]
8. ↑  Сведения о голове Ньютону сообщила жена Ч. М. Билиотти, вице-консула Хиоса, посещавшая Родос[36]. Их сын Альфред Билиотти[37] в разные годы был вице-консулом Британии в Трабзоне и на Родосе. Он написал книгу «Остров Родос»[38].
9. ↑  Легенда неоднократно упоминается Альфонсом Доде в «Тартарене из Тараскона»[51].
10. ↑  Элеутерио, греческий монах из монастыря Сан-Базилио, был на Родосе в 1522 году[57]. Его манускрипт утерян, но Ротьер видел его. «Это была современная греческая рукопись ин-кварто, содержащая около восьмидесяти страниц, написанных очень разборчиво, я заметил, что она должна быть копией, сделанная из оригинала или даже из другой копии. Старик ответил простодушно, что „это была копия, но ей больше, чем  полтора века“, и с этими словами он показал мне на обложке подпись Eleuthère монах из St-Bazile, о событиях, которые имели место на острове Родос во время пребывания рыцарей, были точно скопированы в 1676 грека из Родоса имени Лазарь Хризопуло; и он до сих пор знает два других списка на острове, один из которых должен был быть оригинальным»[58].
11. ↑  Издание описание путешествия Ротьера содержит альбом с рисунками, не отображаемыми в онлайн-версиях книги.
12. ↑  «Cy gist Fr. D[ieudonn]e Gozon maistre de Lospital…
 
[qui trespassa ] Lan mcccliii a viij iors de Dese[mbre]…»[62]